# 安杰洛·维卡尔迪
安杰洛·维卡尔迪（義大利語：Angelo Vicardi，1936年10月9日—2006年1月1日），意大利男子竞技体操运动员。他曾获得1960年夏季奥运会体操比赛男子团体全能铜牌。他也参加了1964年和1968年夏季奥运会。